# Saint-Vincent-de-Boisset
Pour les articles homonymes, voir Saint-Vincent.
Saint-Vincent-de-Boisset est une commune française située dans le département de la Loire en région Auvergne-Rhône-Alpes.

## Géographie

### Climat
Pour des articles plus généraux, voir Climat d'Auvergne-Rhône-Alpes et Climat de la Loire.
En 2010, le climat de la commune est de type climat océanique dégradé des plaines du Centre et du Nord, selon une étude du Centre national de la recherche scientifique s'appuyant sur une série de données couvrant la période 1971-2000. En 2020, Météo-France publie une typologie des climats de la France métropolitaine dans laquelle la commune est exposée à un climat de montagne ou de marges de montagne et est dans la région climatique Nord-est du Massif Central, caractérisée par une pluviométrie annuelle de 800 à 1 200 mm, bien répartie dans l’année.
Pour la période 1971-2000, la température annuelle moyenne est de 10,7 °C, avec une amplitude thermique annuelle de 16,4 °C. Le cumul annuel moyen de précipitations est de 776 mm, avec 9,9 jours de précipitations en janvier et 7,4 jours en juillet. Pour la période 1991-2020, la température moyenne annuelle observée sur la station météorologique de Météo-France la plus proche, « Riorges - Man », sur la commune de Riorges à 7 km à vol d'oiseau, est de 12,3 °C et le cumul annuel moyen de précipitations est de 711,4 mm,. Pour l'avenir, les paramètres climatiques de la commune estimés pour 2050 selon différents scénarios d'émission de gaz à effet de serre sont consultables sur un site dédié publié par Météo-France en novembre 2022.

## Urbanisme

### Typologie
Au 1er janvier 2024, Saint-Vincent-de-Boisset est catégorisée bourg rural, selon la nouvelle grille communale de densité à sept niveaux définie par l'Insee en 2022.
Elle appartient à l'unité urbaine de Roanne, une agglomération intra-départementale regroupant 15  communes, dont elle est une commune de la banlieue,,. Par ailleurs la commune fait partie de l'aire d'attraction de Roanne, dont elle est une commune de la couronne,. Cette aire, qui regroupe 88 communes, est catégorisée dans les aires de 50 000 à moins de 200 000 habitants,.

### Occupation des sols
L'occupation des sols de la commune, telle qu'elle ressort de la base de données européenne d’occupation biophysique des sols Corine Land Cover (CLC), est marquée par l'importance des territoires agricoles (63,8 % en 2018), en diminution par rapport à 1990 (67,9 %). La répartition détaillée en 2018 est la suivante : 
prairies (54,2 %), zones urbanisées (32,5 %), zones agricoles hétérogènes (9,6 %), zones industrielles ou commerciales et réseaux de communication (3,7 %). L'évolution de l’occupation des sols de la commune et de ses infrastructures peut être observée sur les différentes représentations cartographiques du territoire : la carte de Cassini (XVIIIe siècle), la carte d'état-major (1820-1866) et les cartes ou photos aériennes de l'IGN pour la période actuelle (1950 à aujourd'hui).

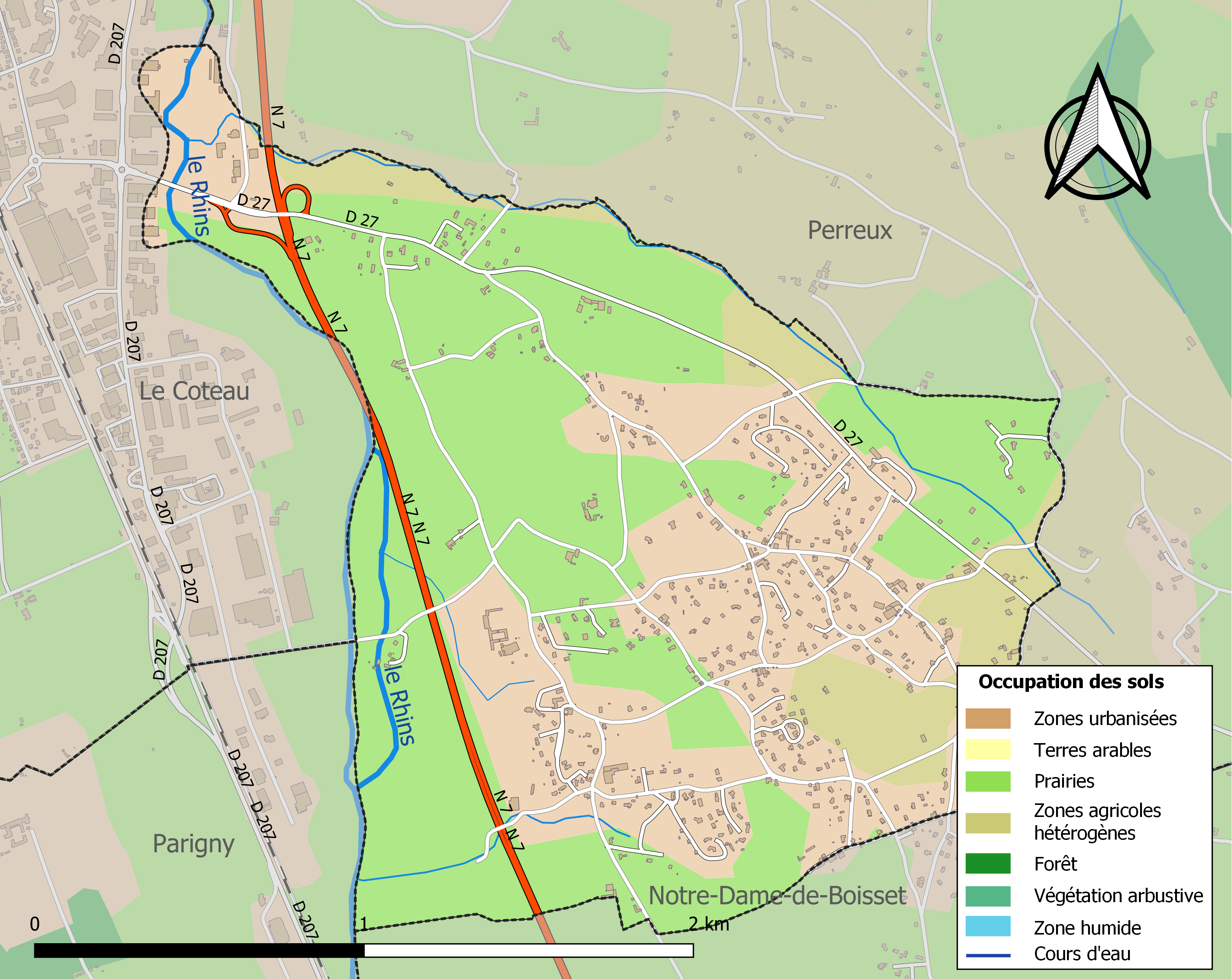
Carte des infrastructures et de l'occupation des sols de la commune en 2018 (CLC).

## Histoire

### XIIIe–XIXesiècles
Les premiers seigneurs de la Motte Saint Vincent furent les BECH, BECK ou BEC connus au XIIIe siècle sous Philippe de Valois. À la fin du XVe siècle la seigneurie fut partagée entre deux frères: Claude de Bech, seigneur de la Motte et Jean de Bech, seigneur de la cour, chacun ayant son château. Celui du potager fut abandonné car en ruines. Au XVIIe siècle cette seigneurie de Saint Vincent fut réunie avec celle de Laye.
Les Beck réside au château qui fut vendu en 1671 à François Courtin, écuyer, sieur de Châteauneuf, conseiller du Roi Louis XIV et prévôt des maréchaux de France en la maréchaussée de Roanne.
Au XVIIIe siècle François Marie Joseph Courtin, arrière petit-fils de François Courtin, marquis de Saint Vincent, ami et correspondant de Voltaire qui est venu trois fois au château, fait démolir les vieux châteaux et fait réaliser celui que l'on voit aujourd'hui par l'architecte bourguignon Edme Verniquet (° 1727 - † 1804) à partir de 1761 et dont les travaux continuèrent après 1779

### XXe–XXIesiècles
La ville obtient en 2008 le prix départemental des rubans du patrimoine pour la réhabilitation de la grange et du pigeonnier du château.
Depuis le 1er janvier 2013, la communauté de communes du Pays de Perreux dont faisait partie la commune s'est intégrée à la communauté d'agglomération Roannais Agglomération.

## Blasonnement
| Blason | Blasonnement : Coupé : au 1er de gueules à l’écusson d’argent chargé d’une l’aigle bicéphale de sable, becquée, languée et membrée d’or, accosté de deux grappes de raisin de même, au 2e d’or au chêne arraché de sinople, au loup passant de sable, brochant sur le tronc de l’arbre. |

## Politique et administration
| Période                                  | Période  | Identité         | Étiquette | Qualité |
| ---------------------------------------- | -------- | ---------------- | --------- | ------- |
| Les données manquantes sont à compléter. |          |                  |           |         |
|                                          |          | Rochard          |           |         |
| 1995                                     | En cours | Jean-Luc Reynaud |           |         |

## Démographie

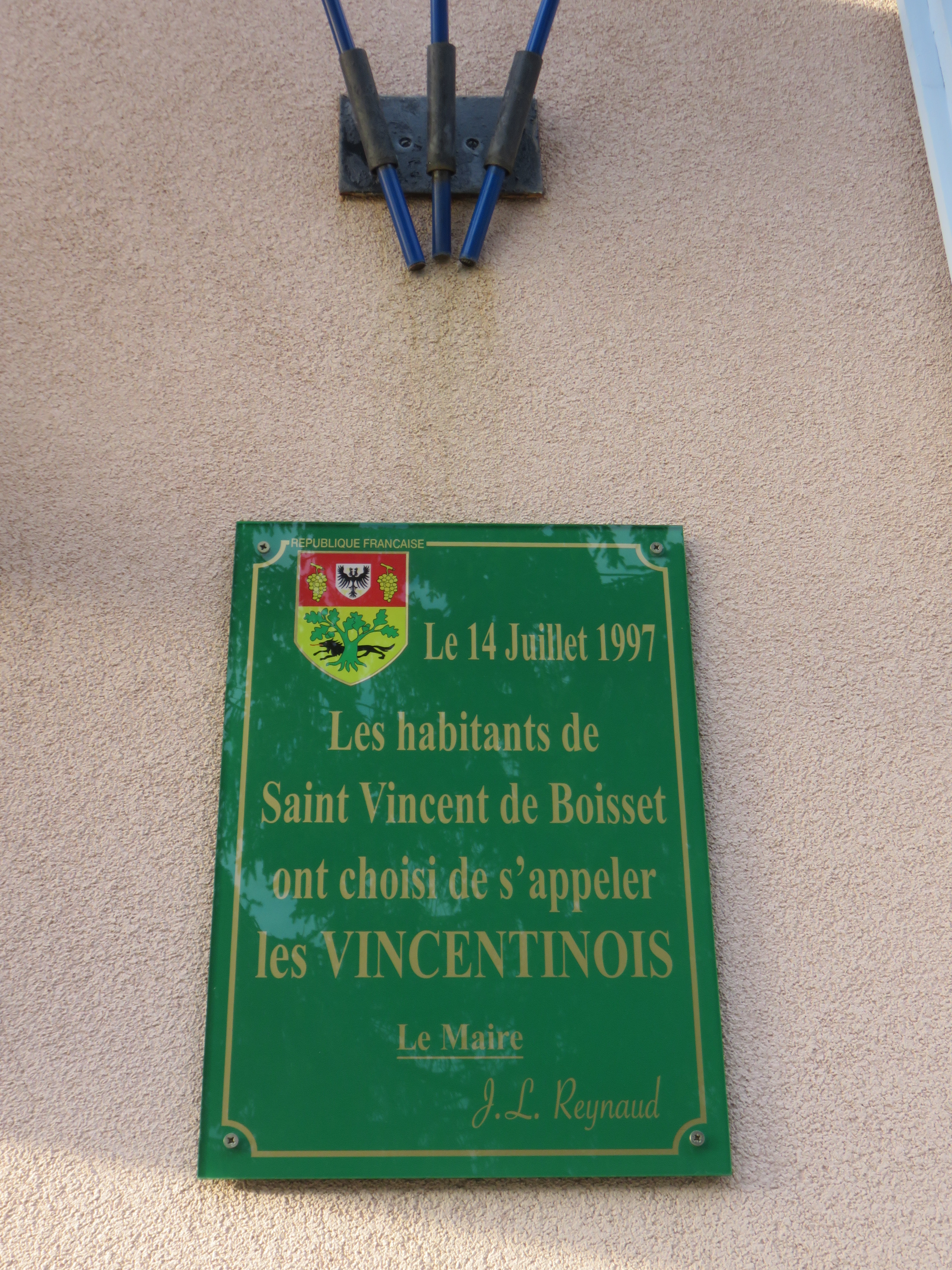
Plaque sur la mairie commémorant le choix de gentilé par les habitants, en 1997.

L'évolution du nombre d'habitants est connue à travers les recensements de la population effectués dans la commune depuis 1793. Pour les communes de moins de 10 000 habitants, une enquête de recensement portant sur toute la population est réalisée tous les cinq ans, les populations de référence des années intermédiaires étant quant à elles estimées par interpolation ou extrapolation. Pour la commune, le premier recensement exhaustif entrant dans le cadre du nouveau dispositif a été réalisé en 2007.

En 2022, la commune comptait 972 habitants, en évolution de +2,75 % par rapport à 2016 (Loire : +1,32 %, France hors Mayotte : +2,11 %).
| 1793 | 1800 | 1806 | 1821 | 1831 | 1836 | 1841 | 1846 | 1851 |
| ---- | ---- | ---- | ---- | ---- | ---- | ---- | ---- | ---- |
| 700  | 356  | 469  | 458  | 485  | 491  | 486  | 490  | 487  |

| 1856 | 1861 | 1866 | 1872 | 1876 | 1881 | 1886 | 1891 | 1896 |
| ---- | ---- | ---- | ---- | ---- | ---- | ---- | ---- | ---- |
| 495  | 495  | 487  | 495  | 458  | 435  | 396  | 390  | 380  |

| 1901 | 1906 | 1911 | 1921 | 1926 | 1931 | 1936 | 1946 | 1954 |
| ---- | ---- | ---- | ---- | ---- | ---- | ---- | ---- | ---- |
| 391  | 399  | 376  | 295  | 277  | 291  | 289  | 268  | 281  |

| 1962 | 1968 | 1975 | 1982 | 1990 | 1999 | 2006 | 2007 | 2012 |
| ---- | ---- | ---- | ---- | ---- | ---- | ---- | ---- | ---- |
| 368  | 431  | 554  | 656  | 811  | 878  | 877  | 877  | 873  |

| 2017 | 2022 | - | - | - | - | - | - | - |
| ---- | ---- | - | - | - | - | - | - | - |
| 966  | 972  | - | - | - | - | - | - | - |

## Lieux et monuments
- Église Saint-Vincent de Saint-Vincent-de-Boisset.

Civils

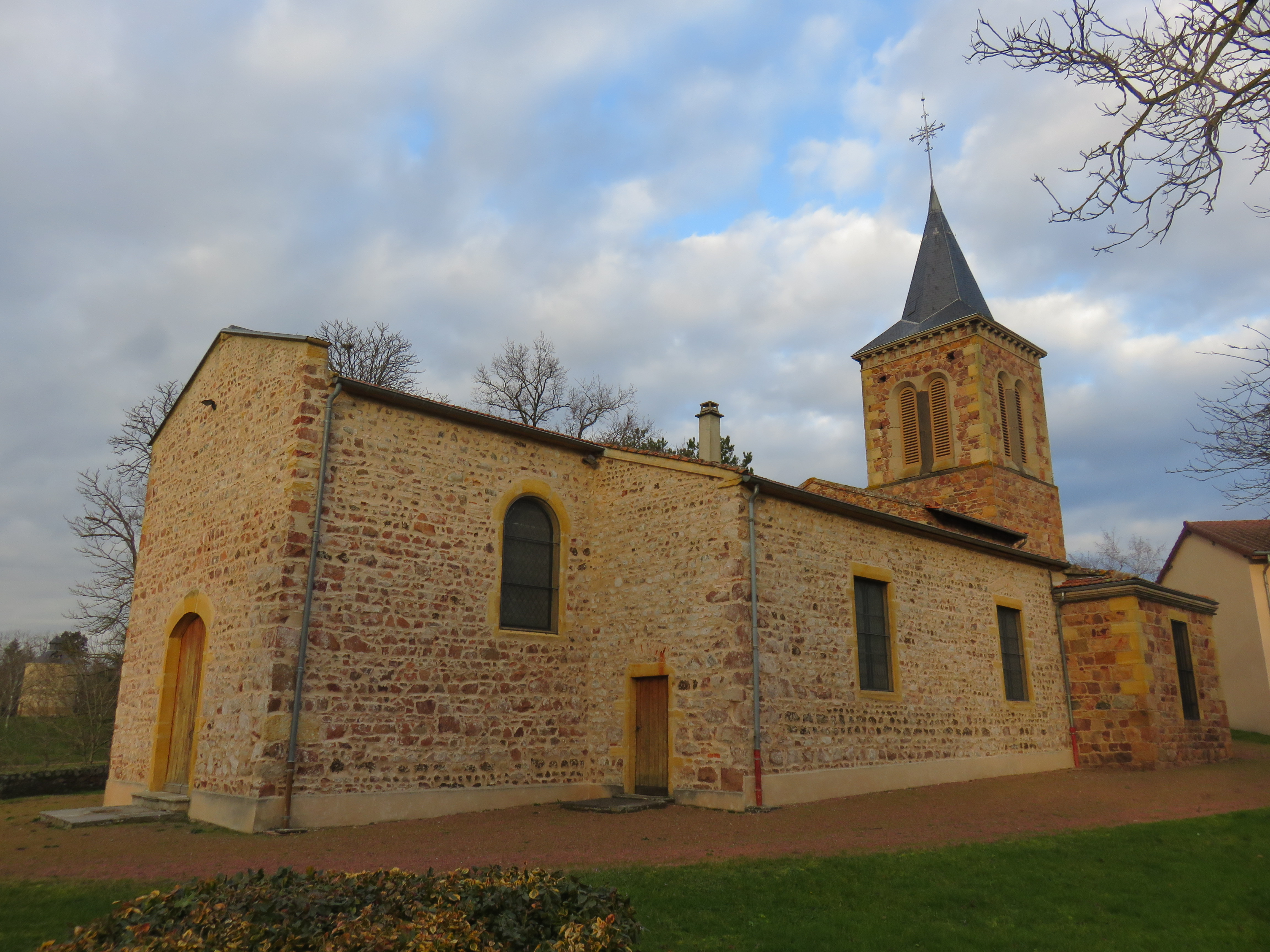
L'église Saint-Vincent.

- Château de Saint-Vincent-de-Boisset,  Classé MH (1991), édifié de 1768 à 1779 par l'architecte Edme Verniquet (° 1727 - † 1804) pour le marquis de Saint-Vincent-de-Boisset : Marie Joseph Courtin. Ce château qui se présente comme une villa italienne de plan rectangulaire a gardé son aspect d'origine. Construit en pierre ocre et couvert d'un toit en ardoise à quatre pans. Il conserve également une orangerie au nord, des communs et bâtiments de ferme au sud qui viennent se greffer sur le corps de logis. Monuments historiques Classés : château de St Vincent (lieu-dit la Chamary). Ce qui est classé : château en totalité, l’orangerie, le sol de la cour d’honneur, la grille d’entrée, trois terrasses et les murs de soutènement

## Personnalités liées à la commune
- Jean-Baptiste Nompère de Champagny (° 1756 - † 1834), duc de Cadore, député du Forez et ministre de Napoléon Ier, épouse, le 22 janvier 1787 à Saint-Vincent-de-Boisset[18], Victoire Blandine Huë de Grosbois (° 1770 - † 1821), laquelle vient d'hériter du château du lieu[19].
- Louis Alix de Nompère de Champagny (1796-1870), diplomate et homme politique, né à Saint-Vincent-de-Boisset.